# 예멘 축구 국가대표팀
예멘 축구 국가대표팀(아랍어: منتخب اليمن لكرة القدم)은 예멘을 대표하는 축구 국가대표팀으로 예멘 축구 협회에서 관리하고 있으며 현재 아시아에서 최약체로 평가되는 팀들 중 하나로  시리아와의 1966년 아랍 네이션스컵 B조 1차전에서 국제 A매치 데뷔전을 치렀다. 본래 홈 경기장은 알타우라 스포츠시티 스타디움이지만 예멘 내전으로 인해 월드컵 지역 예선 및 아시안컵 예선 등 국제 대회에서의 홈 경기를 제3국에서 치르는 경우가 많으며 1956년부터 1988년 사이의 북예멘 축구 기록은 현재의 예멘 축구 국가대표팀에 공식 이관되어 예멘 축구 국가대표팀 역사에 공식적으로 기록되고 있다.

## 국제 대회 경력

### FIFA 월드컵
현재까지 예멘의 월드컵 본선 기록은 전무하며 그나마 2002년 FIFA 월드컵 아시아 지역 예선 1라운드에서 3승 2무 1패·8조 2위를 기록하며 예멘 축구 역사상 월드컵 아시아 지역 예선 최고 성적을 남겼다.

### AFC 아시안컵
2019년 AFC 아시안컵을 통해 사상 첫 메이저 대회 본선에 진출했지만 이란, 이라크, 베트남을 상대로 3전 전패·D조 최하위의 처참한 성적을 받아들이며 아시아 축구의 높은 벽을 실감한 채 대회를 마무리했다.

### FIFA 아랍컵
1966년 대회 첫 출전을 시작으로 현재까지 3번의 대회에 출전했으나 모두 조별리그 탈락의 고배를 마셨고 그나마 2012년 대회 B조 조별리그 2차전에서 2004년 AFC 아시안컵 4위팀인 바레인을 2-0으로 꺾는 파란을 일으켰다.

### WAFF 챔피언십
WAFF 챔피언십에는 3번 출전하여 이 중 2010년 대회에서 4강에 진출하며 모든 국제 대회를 통틀어 역대 최고 성적을 거두었고 이후 2번의 대회에서는 모두 조별리그에서 탈락했지만 2019년 대회 A조 조별리그 최종전에서 복병 레바논을 2-1로 꺾는 파란을 일으키며 4강에 올랐던 2010년 이후 9년만에 WAFF 챔피언십 승리를 쟁취했다.

### 아시안 게임
아시안 게임에는 성인대표팀으로는 2번(1990년, 1994년) 출전했지만 두 대회에서 모두 조별리그 탈락의 고배를 마셨으며 U-23 대표팀으로는 2002년 대회에 출전했으나 2002년 대회 이후로는 현재까지 아시안 게임 출전 기록이 전무하다

## 기타 국제 대회 경력
아라비안 걸프컵에는 11번 출전하여 이 중 2024년 대회 B조 조별리그 최종전에서 이 대회 우승팀인 바레인을 꺾고 아라비안 걸프컵 통산 첫 승의 감격을 맛보았고 팬아랍 게임에는 1985년 대회에 유일하게 참가하여 마찬가지로 조별리그에 머물렀으나 아랍에미리트를 2-1로 꺾은 기록을 가지고 있다.

## FIFA 월드컵
| 년도   | 결과                          | 순위                          | 경기                          | 승                            | 무*                           | 패                            | 득점                          | 실점                          | 승점                          | 경기                          | 승                            | 무*                           | 패                            | 득점                          | 실점                          | 승점                          |
| ------ | ----------------------------- | ----------------------------- | ----------------------------- | ----------------------------- | ----------------------------- | ----------------------------- | ----------------------------- | ----------------------------- | ----------------------------- | ----------------------------- | ----------------------------- | ----------------------------- | ----------------------------- | ----------------------------- | ----------------------------- | ----------------------------- |
| 1930년 | 비회원국 (예멘 왕국으로 참가) | 비회원국 (예멘 왕국으로 참가) | 비회원국 (예멘 왕국으로 참가) | 비회원국 (예멘 왕국으로 참가) | 비회원국 (예멘 왕국으로 참가) | 비회원국 (예멘 왕국으로 참가) | 비회원국 (예멘 왕국으로 참가) | 비회원국 (예멘 왕국으로 참가) | 비회원국 (예멘 왕국으로 참가) | 비회원국 (예멘 왕국으로 참가) | 비회원국 (예멘 왕국으로 참가) | 비회원국 (예멘 왕국으로 참가) | 비회원국 (예멘 왕국으로 참가) | 비회원국 (예멘 왕국으로 참가) | 비회원국 (예멘 왕국으로 참가) | 비회원국 (예멘 왕국으로 참가) |
| 1934년 | 비회원국 (예멘 왕국으로 참가) | 비회원국 (예멘 왕국으로 참가) | 비회원국 (예멘 왕국으로 참가) | 비회원국 (예멘 왕국으로 참가) | 비회원국 (예멘 왕국으로 참가) | 비회원국 (예멘 왕국으로 참가) | 비회원국 (예멘 왕국으로 참가) | 비회원국 (예멘 왕국으로 참가) | 비회원국 (예멘 왕국으로 참가) | 비회원국 (예멘 왕국으로 참가) | 비회원국 (예멘 왕국으로 참가) | 비회원국 (예멘 왕국으로 참가) | 비회원국 (예멘 왕국으로 참가) | 비회원국 (예멘 왕국으로 참가) | 비회원국 (예멘 왕국으로 참가) | 비회원국 (예멘 왕국으로 참가) |
| 1938년 | 비회원국 (예멘 왕국으로 참가) | 비회원국 (예멘 왕국으로 참가) | 비회원국 (예멘 왕국으로 참가) | 비회원국 (예멘 왕국으로 참가) | 비회원국 (예멘 왕국으로 참가) | 비회원국 (예멘 왕국으로 참가) | 비회원국 (예멘 왕국으로 참가) | 비회원국 (예멘 왕국으로 참가) | 비회원국 (예멘 왕국으로 참가) | 비회원국 (예멘 왕국으로 참가) | 비회원국 (예멘 왕국으로 참가) | 비회원국 (예멘 왕국으로 참가) | 비회원국 (예멘 왕국으로 참가) | 비회원국 (예멘 왕국으로 참가) | 비회원국 (예멘 왕국으로 참가) | 비회원국 (예멘 왕국으로 참가) |
| 1950년 | 비회원국 (예멘 왕국으로 참가) | 비회원국 (예멘 왕국으로 참가) | 비회원국 (예멘 왕국으로 참가) | 비회원국 (예멘 왕국으로 참가) | 비회원국 (예멘 왕국으로 참가) | 비회원국 (예멘 왕국으로 참가) | 비회원국 (예멘 왕국으로 참가) | 비회원국 (예멘 왕국으로 참가) | 비회원국 (예멘 왕국으로 참가) | 비회원국 (예멘 왕국으로 참가) | 비회원국 (예멘 왕국으로 참가) | 비회원국 (예멘 왕국으로 참가) | 비회원국 (예멘 왕국으로 참가) | 비회원국 (예멘 왕국으로 참가) | 비회원국 (예멘 왕국으로 참가) | 비회원국 (예멘 왕국으로 참가) |
| 1954년 | 비회원국 (예멘 왕국으로 참가) | 비회원국 (예멘 왕국으로 참가) | 비회원국 (예멘 왕국으로 참가) | 비회원국 (예멘 왕국으로 참가) | 비회원국 (예멘 왕국으로 참가) | 비회원국 (예멘 왕국으로 참가) | 비회원국 (예멘 왕국으로 참가) | 비회원국 (예멘 왕국으로 참가) | 비회원국 (예멘 왕국으로 참가) | 비회원국 (예멘 왕국으로 참가) | 비회원국 (예멘 왕국으로 참가) | 비회원국 (예멘 왕국으로 참가) | 비회원국 (예멘 왕국으로 참가) | 비회원국 (예멘 왕국으로 참가) | 비회원국 (예멘 왕국으로 참가) | 비회원국 (예멘 왕국으로 참가) |
| 1958년 | 비회원국 (예멘 왕국으로 참가) | 비회원국 (예멘 왕국으로 참가) | 비회원국 (예멘 왕국으로 참가) | 비회원국 (예멘 왕국으로 참가) | 비회원국 (예멘 왕국으로 참가) | 비회원국 (예멘 왕국으로 참가) | 비회원국 (예멘 왕국으로 참가) | 비회원국 (예멘 왕국으로 참가) | 비회원국 (예멘 왕국으로 참가) | 비회원국 (예멘 왕국으로 참가) | 비회원국 (예멘 왕국으로 참가) | 비회원국 (예멘 왕국으로 참가) | 비회원국 (예멘 왕국으로 참가) | 비회원국 (예멘 왕국으로 참가) | 비회원국 (예멘 왕국으로 참가) | 비회원국 (예멘 왕국으로 참가) |
| 1962년 | 비회원국 (예멘 왕국으로 참가) | 비회원국 (예멘 왕국으로 참가) | 비회원국 (예멘 왕국으로 참가) | 비회원국 (예멘 왕국으로 참가) | 비회원국 (예멘 왕국으로 참가) | 비회원국 (예멘 왕국으로 참가) | 비회원국 (예멘 왕국으로 참가) | 비회원국 (예멘 왕국으로 참가) | 비회원국 (예멘 왕국으로 참가) | 비회원국 (예멘 왕국으로 참가) | 비회원국 (예멘 왕국으로 참가) | 비회원국 (예멘 왕국으로 참가) | 비회원국 (예멘 왕국으로 참가) | 비회원국 (예멘 왕국으로 참가) | 비회원국 (예멘 왕국으로 참가) | 비회원국 (예멘 왕국으로 참가) |
| 1966년 | 비회원국 (예멘 왕국으로 참가) | 비회원국 (예멘 왕국으로 참가) | 비회원국 (예멘 왕국으로 참가) | 비회원국 (예멘 왕국으로 참가) | 비회원국 (예멘 왕국으로 참가) | 비회원국 (예멘 왕국으로 참가) | 비회원국 (예멘 왕국으로 참가) | 비회원국 (예멘 왕국으로 참가) | 비회원국 (예멘 왕국으로 참가) | 비회원국 (예멘 왕국으로 참가) | 비회원국 (예멘 왕국으로 참가) | 비회원국 (예멘 왕국으로 참가) | 비회원국 (예멘 왕국으로 참가) | 비회원국 (예멘 왕국으로 참가) | 비회원국 (예멘 왕국으로 참가) | 비회원국 (예멘 왕국으로 참가) |
| 1970년 | 비회원국 (북예멘으로 참가)    | 비회원국 (북예멘으로 참가)    | 비회원국 (북예멘으로 참가)    | 비회원국 (북예멘으로 참가)    | 비회원국 (북예멘으로 참가)    | 비회원국 (북예멘으로 참가)    | 비회원국 (북예멘으로 참가)    | 비회원국 (북예멘으로 참가)    | 비회원국 (북예멘으로 참가)    | 비회원국 (북예멘으로 참가)    | 비회원국 (북예멘으로 참가)    | 비회원국 (북예멘으로 참가)    | 비회원국 (북예멘으로 참가)    | 비회원국 (북예멘으로 참가)    | 비회원국 (북예멘으로 참가)    | 비회원국 (북예멘으로 참가)    |
| 1974년 | 비회원국 (북예멘으로 참가)    | 비회원국 (북예멘으로 참가)    | 비회원국 (북예멘으로 참가)    | 비회원국 (북예멘으로 참가)    | 비회원국 (북예멘으로 참가)    | 비회원국 (북예멘으로 참가)    | 비회원국 (북예멘으로 참가)    | 비회원국 (북예멘으로 참가)    | 비회원국 (북예멘으로 참가)    | 비회원국 (북예멘으로 참가)    | 비회원국 (북예멘으로 참가)    | 비회원국 (북예멘으로 참가)    | 비회원국 (북예멘으로 참가)    | 비회원국 (북예멘으로 참가)    | 비회원국 (북예멘으로 참가)    | 비회원국 (북예멘으로 참가)    |
| 1978년 | 비회원국 (북예멘으로 참가)    | 비회원국 (북예멘으로 참가)    | 비회원국 (북예멘으로 참가)    | 비회원국 (북예멘으로 참가)    | 비회원국 (북예멘으로 참가)    | 비회원국 (북예멘으로 참가)    | 비회원국 (북예멘으로 참가)    | 비회원국 (북예멘으로 참가)    | 비회원국 (북예멘으로 참가)    | 비회원국 (북예멘으로 참가)    | 비회원국 (북예멘으로 참가)    | 비회원국 (북예멘으로 참가)    | 비회원국 (북예멘으로 참가)    | 비회원국 (북예멘으로 참가)    | 비회원국 (북예멘으로 참가)    | 비회원국 (북예멘으로 참가)    |
| 1982년 | 불참 (북예멘으로 참가)        | 불참 (북예멘으로 참가)        | 불참 (북예멘으로 참가)        | 불참 (북예멘으로 참가)        | 불참 (북예멘으로 참가)        | 불참 (북예멘으로 참가)        | 불참 (북예멘으로 참가)        | 불참 (북예멘으로 참가)        | 불참 (북예멘으로 참가)        | 불참 (북예멘으로 참가)        | 불참 (북예멘으로 참가)        | 불참 (북예멘으로 참가)        | 불참 (북예멘으로 참가)        | 불참 (북예멘으로 참가)        | 불참 (북예멘으로 참가)        | 불참 (북예멘으로 참가)        |
| 1986년 | 예선 탈락 (북예멘으로 참가)   | 예선 탈락 (북예멘으로 참가)   | 예선 탈락 (북예멘으로 참가)   | 예선 탈락 (북예멘으로 참가)   | 예선 탈락 (북예멘으로 참가)   | 예선 탈락 (북예멘으로 참가)   | 예선 탈락 (북예멘으로 참가)   | 예선 탈락 (북예멘으로 참가)   | 예선 탈락 (북예멘으로 참가)   | 4                             | 0                             | 0                             | 4                             | 1                             | 12                            | 0                             |
| 1990년 | 예선 탈락 (북예멘으로 참가)   | 예선 탈락 (북예멘으로 참가)   | 예선 탈락 (북예멘으로 참가)   | 예선 탈락 (북예멘으로 참가)   | 예선 탈락 (북예멘으로 참가)   | 예선 탈락 (북예멘으로 참가)   | 예선 탈락 (북예멘으로 참가)   | 예선 탈락 (북예멘으로 참가)   | 예선 탈락 (북예멘으로 참가)   | 4                             | 0                             | 0                             | 4                             | 0                             | 5                             | 0                             |
| 1994년 | 예선 탈락                     | 예선 탈락                     | 예선 탈락                     | 예선 탈락                     | 예선 탈락                     | 예선 탈락                     | 예선 탈락                     | 예선 탈락                     | 예선 탈락                     | 8                             | 3                             | 2                             | 3                             | 12                            | 13                            | 11                            |
| 1998년 | 예선 탈락                     | 예선 탈락                     | 예선 탈락                     | 예선 탈락                     | 예선 탈락                     | 예선 탈락                     | 예선 탈락                     | 예선 탈락                     | 예선 탈락                     | 6                             | 2                             | 2                             | 2                             | 10                            | 7                             | 8                             |
| 2002년 | 예선 탈락                     | 예선 탈락                     | 예선 탈락                     | 예선 탈락                     | 예선 탈락                     | 예선 탈락                     | 예선 탈락                     | 예선 탈락                     | 예선 탈락                     | 6                             | 3                             | 2                             | 1                             | 14                            | 8                             | 11                            |
| 2006년 | 예선 탈락                     | 예선 탈락                     | 예선 탈락                     | 예선 탈락                     | 예선 탈락                     | 예선 탈락                     | 예선 탈락                     | 예선 탈락                     | 예선 탈락                     | 6                             | 1                             | 2                             | 3                             | 6                             | 11                            | 5                             |
| 2010년 | 예선 탈락                     | 예선 탈락                     | 예선 탈락                     | 예선 탈락                     | 예선 탈락                     | 예선 탈락                     | 예선 탈락                     | 예선 탈락                     | 예선 탈락                     | 4                             | 1                             | 1                             | 2                             | 4                             | 4                             | 4                             |
| 2014년 | 예선 탈락                     | 예선 탈락                     | 예선 탈락                     | 예선 탈락                     | 예선 탈락                     | 예선 탈락                     | 예선 탈락                     | 예선 탈락                     | 예선 탈락                     | 2                             | 0                             | 1                             | 1                             | 0                             | 2                             | 1                             |
| 2018년 | 예선 탈락                     | 예선 탈락                     | 예선 탈락                     | 예선 탈락                     | 예선 탈락                     | 예선 탈락                     | 예선 탈락                     | 예선 탈락                     | 예선 탈락                     | 10                            | 2                             | 1                             | 7                             | 5                             | 18                            | 7                             |
| 2022년 | 예선 탈락                     | 예선 탈락                     | 예선 탈락                     | 예선 탈락                     | 예선 탈락                     | 예선 탈락                     | 예선 탈락                     | 예선 탈락                     | 예선 탈락                     | 8                             | 1                             | 2                             | 5                             | 6                             | 18                            | 5                             |
| 2026년 | 예선 탈락                     | 예선 탈락                     | 예선 탈락                     | 예선 탈락                     | 예선 탈락                     | 예선 탈락                     | 예선 탈락                     | 예선 탈락                     | 예선 탈락                     | 8                             | 2                             | 3                             | 3                             | 9                             | 10                            | 9                             |
| 합계   |                               |                               |                               |                               |                               |                               |                               |                               |                               | 50                            | 12                            | 11                            | 27                            | 52                            | 80                            | 47                            |

## AFC 아시안컵
북예멘
- 1956년 ~ 1980년 - 비회원국
- 1984년 ~ 1988년 - 예선 탈락

예멘
- 1992년 - 불참
- 1996년 ~ 2015년 -  예선 탈락
- 2019년 - 1라운드(D조 4위·3패·0득점/10실점·승점 0점)
- 2023년 - 예선 탈락
- 2027년 - 미정

### AFC 아시안컵 (예선)
| AFC 아시안컵 예선 기록 | AFC 아시안컵 예선 기록 | AFC 아시안컵 예선 기록 | AFC 아시안컵 예선 기록 | AFC 아시안컵 예선 기록 | AFC 아시안컵 예선 기록 | AFC 아시안컵 예선 기록 | AFC 아시안컵 예선 기록 |
| 년도                   | 경기                   | 승                     | 무*                    | 패                     | 득점                   | 실점                   | 승점                   |
| ---------------------- | ---------------------- | ---------------------- | ---------------------- | ---------------------- | ---------------------- | ---------------------- | ---------------------- |
| 1956년                 | 비회원국               | 비회원국               | 비회원국               | 비회원국               | 비회원국               | 비회원국               | 비회원국               |
| 1960년                 | 비회원국               | 비회원국               | 비회원국               | 비회원국               | 비회원국               | 비회원국               | 비회원국               |
| 1964년                 | 비회원국               | 비회원국               | 비회원국               | 비회원국               | 비회원국               | 비회원국               | 비회원국               |
| 1968년                 | 비회원국               | 비회원국               | 비회원국               | 비회원국               | 비회원국               | 비회원국               | 비회원국               |
| 1972년                 | 비회원국               | 비회원국               | 비회원국               | 비회원국               | 비회원국               | 비회원국               | 비회원국               |
| 1976년                 | 비회원국               | 비회원국               | 비회원국               | 비회원국               | 비회원국               | 비회원국               | 비회원국               |
| 1980년                 | 비회원국               | 비회원국               | 비회원국               | 비회원국               | 비회원국               | 비회원국               | 비회원국               |
| 1984년                 | 4                      | 0                      | 0                      | 4                      | 2                      | 18                     | 0                      |
| 1988년                 | 5                      | 1                      | 3                      | 1                      | 5                      | 5                      | 6                      |
| 1992년                 | 불참                   | 불참                   | 불참                   | 불참                   | 불참                   | 불참                   | 불참                   |
| 1996년                 | 4                      | 1                      | 0                      | 3                      | 2                      | 8                      | 3                      |
| 2000년                 | 4                      | 2                      | 0                      | 2                      | 14                     | 5                      | 6                      |
| 2004년                 | 6                      | 2                      | 1                      | 3                      | 15                     | 15                     | 7                      |
| 2007년                 | 6                      | 2                      | 0                      | 4                      | 5                      | 13                     | 6                      |
| 2011년                 | 6                      | 2                      | 1                      | 3                      | 7                      | 9                      | 7                      |
| 2015년                 | 6                      | 0                      | 0                      | 6                      | 3                      | 18                     | 0                      |
| 2019년                 | 18                     | 6                      | 5                      | 7                      | 16                     | 23                     | 23                     |
| 2023년                 | 11                     | 1                      | 3                      | 7                      | 6                      | 25                     | 6                      |
| 2027년                 | 8                      | 2                      | 3                      | 3                      | 9                      | 10                     | 9                      |
| 합계                   | 59                     | 16                     | 10                     | 33                     | 69                     | 114                    | 58                     |

## 아시안 게임
| 아시안 게임 기록 | 아시안 게임 기록 | 아시안 게임 기록 | 아시안 게임 기록 | 아시안 게임 기록 | 아시안 게임 기록 | 아시안 게임 기록 | 아시안 게임 기록 | 아시안 게임 기록 | 아시안 게임 기록 |
| 년도             | 결과             | 순위             | 경기             | 승               | 무*              | 패               | 득점             | 실점             | 승점             |
| ---------------- | ---------------- | ---------------- | ---------------- | ---------------- | ---------------- | ---------------- | ---------------- | ---------------- | ---------------- |
| 1951년           | 불참             | 불참             | 불참             | 불참             | 불참             | 불참             | 불참             | 불참             | 불참             |
| 1954년           | 불참             | 불참             | 불참             | 불참             | 불참             | 불참             | 불참             | 불참             | 불참             |
| 1958년           | 불참             | 불참             | 불참             | 불참             | 불참             | 불참             | 불참             | 불참             | 불참             |
| 1962년           | 불참             | 불참             | 불참             | 불참             | 불참             | 불참             | 불참             | 불참             | 불참             |
| 1966년           | 불참             | 불참             | 불참             | 불참             | 불참             | 불참             | 불참             | 불참             | 불참             |
| 1970년           | 불참             | 불참             | 불참             | 불참             | 불참             | 불참             | 불참             | 불참             | 불참             |
| 1974년           | 불참             | 불참             | 불참             | 불참             | 불참             | 불참             | 불참             | 불참             | 불참             |
| 1978년           | 불참             | 불참             | 불참             | 불참             | 불참             | 불참             | 불참             | 불참             | 불참             |
| 1982년           | 불참             | 불참             | 불참             | 불참             | 불참             | 불참             | 불참             | 불참             | 불참             |
| 1986년           | 불참             | 불참             | 불참             | 불참             | 불참             | 불참             | 불참             | 불참             | 불참             |
| 1990년           | 조별리그         | 10위             | 3                | 0                | 2                | 1                | 0                | 2                | 2                |
| 1994년           | 조별리그         | 17위             | 4                | 0                | 0                | 4                | 0                | 14               | 0                |
| 1998년           | 기권             | 기권             | 기권             | 기권             | 기권             | 기권             | 기권             | 기권             | 기권             |
| 합계             | 3회 진출(3/17)   | 조별리그(3회)    | 10               | 1                | 2                | 7                | 3                | 21               | 5                |

## UAFA걸프컵
| 걸프컵 기록 | 걸프컵 기록    | 걸프컵 기록   | 걸프컵 기록 | 걸프컵 기록 | 걸프컵 기록 | 걸프컵 기록 | 걸프컵 기록 | 걸프컵 기록 | 걸프컵 기록 |
| 년도        | 개최국         | 순위          | 경기        | 승          | 무*         | 패          | 득점        | 실점        | 승점        |
| ----------- | -------------- | ------------- | ----------- | ----------- | ----------- | ----------- | ----------- | ----------- | ----------- |
| 1970년      | 불참           | 불참          | 불참        | 불참        | 불참        | 불참        | 불참        | 불참        | 불참        |
| 1972년      | 불참           | 불참          | 불참        | 불참        | 불참        | 불참        | 불참        | 불참        | 불참        |
| 1974년      | 불참           | 불참          | 불참        | 불참        | 불참        | 불참        | 불참        | 불참        | 불참        |
| 1976년      | 불참           | 불참          | 불참        | 불참        | 불참        | 불참        | 불참        | 불참        | 불참        |
| 1979년      | 불참           | 불참          | 불참        | 불참        | 불참        | 불참        | 불참        | 불참        | 불참        |
| 1982년      | 불참           | 불참          | 불참        | 불참        | 불참        | 불참        | 불참        | 불참        | 불참        |
| 1984년      | 불참           | 불참          | 불참        | 불참        | 불참        | 불참        | 불참        | 불참        | 불참        |
| 1986년      | 불참           | 불참          | 불참        | 불참        | 불참        | 불참        | 불참        | 불참        | 불참        |
| 1988년      | 불참           | 불참          | 불참        | 불참        | 불참        | 불참        | 불참        | 불참        | 불참        |
| 1990년      | 불참           | 불참          | 불참        | 불참        | 불참        | 불참        | 불참        | 불참        | 불참        |
| 1992년      | 불참           | 불참          | 불참        | 불참        | 불참        | 불참        | 불참        | 불참        | 불참        |
| 1994년      | 불참           | 불참          | 불참        | 불참        | 불참        | 불참        | 불참        | 불참        | 불참        |
| 1996년      | 불참           | 불참          | 불참        | 불참        | 불참        | 불참        | 불참        | 불참        | 불참        |
| 1998년      | 불참           | 불참          | 불참        | 불참        | 불참        | 불참        | 불참        | 불참        | 불참        |
| 2002년      | 불참           | 불참          | 불참        | 불참        | 불참        | 불참        | 불참        | 불참        | 불참        |
| 2003년      | 결선리그       | 7위           | 6           | 0           | 1           | 5           | 2           | 18          | 1           |
| 2004년      | 예선탈락       | 8위           | 3           | 0           | 1           | 2           | 2           | 7           | 1           |
| 2007년      | 예선탈락       | 7위           | 3           | 0           | 1           | 2           | 3           | 5           | 1           |
| 2009년      | 예선탈락       | 8위           | 3           | 0           | 0           | 3           | 2           | 11          | 0           |
| 2010년      | 예선탈락       | 8위           | 3           | 0           | 0           | 3           | 1           | 9           | 0           |
| 2013년      | 예선탈락       | 8위           | 3           | 0           | 0           | 3           | 0           | 6           | 0           |
| 2014년      | 예선탈락       | 6위           | 3           | 0           | 2           | 1           | 0           | 1           | 2           |
| 2017년      | 본선진출       | 본선진출      | 본선진출    | 본선진출    | 본선진출    | 본선진출    | 본선진출    | 본선진출    | 본선진출    |
| 합계        | 8회 출전(8/23) | 예선탈락(7회) | 24          | 0           | 5           | 19          | 10          | 57          | 5           |

## WAFF서아시아 축구 선수권 대회
| 서아시안컵 기록 | 서아시안컵 기록 | 서아시안컵 기록 | 서아시안컵 기록 | 서아시안컵 기록 | 서아시안컵 기록 | 서아시안컵 기록 | 서아시안컵 기록 | 서아시안컵 기록 | 서아시안컵 기록 |
| 년도            | 결과            | 순위            | 경기            | 승              | 무*             | 패              | 득점            | 실점            | 승점            |
| --------------- | --------------- | --------------- | --------------- | --------------- | --------------- | --------------- | --------------- | --------------- | --------------- |
| 2000년          | 불참            | 불참            | 불참            | 불참            | 불참            | 불참            | 불참            | 불참            | 불참            |
| 2002년          | 불참            | 불참            | 불참            | 불참            | 불참            | 불참            | 불참            | 불참            | 불참            |
| 2004년          | 불참            | 불참            | 불참            | 불참            | 불참            | 불참            | 불참            | 불참            | 불참            |
| 2007년          | 불참            | 불참            | 불참            | 불참            | 불참            | 불참            | 불참            | 불참            | 불참            |
| 2008년          | 불참            | 불참            | 불참            | 불참            | 불참            | 불참            | 불참            | 불참            | 불참            |
| 2010년          | 4강             | 4위             | 3               | 1               | 1               | 1               | 5               | 4               | 4               |
| 2012년          | 예선탈락        | 11위            | 3               | 0               | 0               | 3               | 1               | 4               | 0               |
| 2014년          | 기권            | 기권            | 기권            | 기권            | 기권            | 기권            | 기권            | 기권            | 기권            |
| 2017년          | 불참            | 불참            | 불참            | 불참            | 불참            | 불참            | 불참            | 불참            | 불참            |
| 합계            | 2회 출전(2/9)   | 4강(1회)        | 6               | 1               | 1               | 4               | 6               | 8               | 4               |

## FIFA 아랍컵
| FIFA 아랍컵 기록 | FIFA 아랍컵 기록 | FIFA 아랍컵 기록 | FIFA 아랍컵 기록 | FIFA 아랍컵 기록 | FIFA 아랍컵 기록 | FIFA 아랍컵 기록 | FIFA 아랍컵 기록 | FIFA 아랍컵 기록 | FIFA 아랍컵 기록 |
| 년도             | 결과             | 순위             | 경기             | 승               | 무*              | 패               | 득점             | 실점             | 승점             |
| ---------------- | ---------------- | ---------------- | ---------------- | ---------------- | ---------------- | ---------------- | ---------------- | ---------------- | ---------------- |
| 1963년           | 불참             | 불참             | 불참             | 불참             | 불참             | 불참             | 불참             | 불참             | 불참             |
| 1964년           | 불참             | 불참             | 불참             | 불참             | 불참             | 불참             | 불참             | 불참             | 불참             |
| 1966년           | 조별리그         | 9위              | 3                | 0                | 0                | 3                | 1                | 24               | 0                |
| 1985년           | 불참             | 불참             | 불참             | 불참             | 불참             | 불참             | 불참             | 불참             | 불참             |
| 1988년           | 불참             | 불참             | 불참             | 불참             | 불참             | 불참             | 불참             | 불참             | 불참             |
| 1992년           | 불참             | 불참             | 불참             | 불참             | 불참             | 불참             | 불참             | 불참             | 불참             |
| 1998년           | 기권             | 기권             | 기권             | 기권             | 기권             | 기권             | 기권             | 기권             | 기권             |
| 2002년           | 조별리그         | 10위             | 4                | 0                | 1                | 3                | 5                | 13               | 1                |
| 2012년           | 조별리그         | 7위              | 3                | 1                | 0                | 2                | 3                | 7                | 3                |
| 합계             | 3회 출전(3/9)    | 조별리그(3회)    | 10               | 1                | 1                | 8                | 9                | 43               | 4                |

## 판 아랍 게임
| 판 아랍 게임 기록 | 판 아랍 게임 기록 | 판 아랍 게임 기록 | 판 아랍 게임 기록 | 판 아랍 게임 기록 | 판 아랍 게임 기록 | 판 아랍 게임 기록 | 판 아랍 게임 기록 | 판 아랍 게임 기록 | 판 아랍 게임 기록 |
| 년도              | 결과              | 순위              | 경기              | 승                | 무*               | 패                | 득점              | 실점              | 승점              |
| ----------------- | ----------------- | ----------------- | ----------------- | ----------------- | ----------------- | ----------------- | ----------------- | ----------------- | ----------------- |
| 1953년            | 불참              | 불참              | 불참              | 불참              | 불참              | 불참              | 불참              | 불참              | 불참              |
| 1957년            | 불참              | 불참              | 불참              | 불참              | 불참              | 불참              | 불참              | 불참              | 불참              |
| 1961년            | 불참              | 불참              | 불참              | 불참              | 불참              | 불참              | 불참              | 불참              | 불참              |
| 1965년            | 불참              | 불참              | 불참              | 불참              | 불참              | 불참              | 불참              | 불참              | 불참              |
| 1976년            | 불참              | 불참              | 불참              | 불참              | 불참              | 불참              | 불참              | 불참              | 불참              |
| 1985년            | 조별리그          | 9위               | 3                 | 1                 | 0                 | 2                 | 3                 | 6                 | 3                 |
| 1992년            | 불참              | 불참              | 불참              | 불참              | 불참              | 불참              | 불참              | 불참              | 불참              |
| 1997년            | 불참              | 불참              | 불참              | 불참              | 불참              | 불참              | 불참              | 불참              | 불참              |
| 1999년            | 불참              | 불참              | 불참              | 불참              | 불참              | 불참              | 불참              | 불참              | 불참              |
| 2004년            | 축구 종목 제외    | 축구 종목 제외    | 축구 종목 제외    | 축구 종목 제외    | 축구 종목 제외    | 축구 종목 제외    | 축구 종목 제외    | 축구 종목 제외    | 축구 종목 제외    |
| 2007년            | 불참              | 불참              | 불참              | 불참              | 불참              | 불참              | 불참              | 불참              | 불참              |
| 2011년            | 불참              | 불참              | 불참              | 불참              | 불참              | 불참              | 불참              | 불참              | 불참              |
| 합계              | 1회 출전(1/11)    | 조별리그(1회)     | 3                 | 1                 | 0                 | 2                 | 3                 | 6                 | 3                 |

## 주요 선수
- 알라 알사시
- 사우드 알소와디
- 모하메드 푸아드 오마르
- 아흐메드 알하이피
- 후세인 알가지
- 모하메드 아야시
- 무디르 압두라부

## 역대 감독
| 감독                  | 임기        |
| --------------------- | ----------- |
| 조제 모라이스         | 2008        |
| 블라디미르 페트로비치 | 2013 ~ 2014 |

## 같이 보기
- 남예멘 축구 국가대표팀